# コスタ・ペロビッチ
コスタ・ペロヴィッチ（セルビア語: Кocтa Пеpoвић, ラテン文字転写: Kosta Perović、1985年2月19日 - ）は、セルビアのプロバスケットボール選手。スペイン男子プロバスケットボールリーグ1部リーガACBのFCバルセロナ所属。ユーゴスラビア連邦クロアチアオシエク＝バラニャ郡オシエク出身。ポジションはセンター。218cm、110kg。